# Pseudovolucella hingstoni
Pseudovolucella hingstoni är en tvåvingeart som beskrevs av Ernest F. Coe 1964. Pseudovolucella hingstoni ingår i släktet Pseudovolucella och familjen blomflugor. Inga underarter finns listade i Catalogue of Life.